# Nižnjaja Salda
Nižnjaja Salda è una città della Russia estremo orientale (Oblast' di Sverdlovsk), situata sul fiume Salda, 205 km a nord del capoluogo Ekaterinburg; dal punto di vista amministrativo, dipende direttamente dalla oblast'.

## Società

### Evoluzione demografica
Fonte: mojgorod.ru
- 1939: 19.400
- 1959: 21.400
- 1979: 20.800
- 1989: 20.900
- 2007: 17.900